# Ivanje (Cres)
Ivanje is een plaats in de gemeente Cres in de Kroatische provincie Primorje-Gorski Kotar. De plaats telt 3 inwoners (2001).